# Szczepanów (Kamienna Góra)
Pour les articles homonymes, voir Szczepanów.
Szczepanów est une localité polonaise de la gmina de Lubawka, située dans le powiat de Kamienna Góra en voïvodie de Basse-Silésie.